# Amsterdam Internet Exchange
De Amsterdam Internet Exchange (AMS-IX) is het belangrijkste internetknooppunt van Nederland en heeft na IX.br het grootste ledental. Een zeer groot deel van het internetverkeer met het buitenland en de gegevensstroom tussen Nederlandse internetproviders wordt afgehandeld via het netwerk van AMS-IX. Het onderling uitwisselen van verkeer tussen providers wordt peering genoemd.

## Ontstaan
AMS-IX ontstond in de vroege jaren negentig en werd op 29 december 1997 door de twintig deelnemende internet- en carrier-bedrijven formeel opgericht als vereniging; het is een onafhankelijke organisatie zonder winstoogmerk. In september 2013 is het aantal deelnemers (webhosters, cloud- en contentproviders) toegenomen tot 617.

## Ontwikkeling
AMS-IX begon in 1994 als pilotproject van SURFnet op de locaties Nikhef en SARA in het Science Park in Amsterdam-Oost. In 2001 werd de infrastructuur van AMS-IX uitgebreid met Telecity II in Amsterdam-Zuidoost en GlobalSwitch in Amsterdam Slotervaart tot een web van vier centrale punten die onderling via optische verbindingen verbonden zijn. In december 2007 werd de vijfde locatie geopend en kwam het datacentrum van euNetworks erbij, dat dienstdoet als zowel core- als edge-locatie. Equinix-Am1 in Amsterdam-Zuidoost volgde in april 2008 als zesde locatie. Ook is het vanaf een aantal regionale peering-locaties mogelijk om verkeer met AMS-IX deelnemers uit te wisselen.
De verbindingen kunnen zodanig geschakeld worden dat onderhoud aan een verbinding mogelijk is en dat indien een van de centrale punten of een verbinding uitvalt de andere grotendeels het netwerk in de lucht kunnen houden. Desalniettemin viel bij een stroomstoring in Amsterdam op 29 mei 2006 een groot deel van het Nederlandse internetverkeer uit. Eveneens was er 13 mei 2015 een storing als gevolg van een fout van een installatiemonteur bij onderhoudswerkzaamheden.
AMS-IX is qua aantal aangesloten partijen en hoeveelheid verkeer het op een na grootste internetknooppunt ter wereld. Op 4 november 2008 had AMS-IX 308 aangesloten leden op 565 poorten. De huidige stand is 668 leden op 1263 poorten met een totale capaciteit van 11,7147 Tbit/s (2 januari 2014). De hoogst behaalde snelheid in april 2021 is 10,012 Tbit/s.
In 2009 werd AMS-IX uitgebreid met een nieuwe locatie (AMS-5) op Schiphol-Rijk.
Op 28 september 2013 besloten de leden na elektronische stemming een Amerikaanse rechtspersoon op te gaan richten.

## Gegevensdoorvoer
Op de website worden statistieken aangeboden die de gegevensdoorvoer zowel dagelijks, maandelijks als jaarlijks tonen. De AMX-IX bereikte op 14 september 2010 een piek van 1 Tbit/s. Vijf jaar later op 16 september 2015 was dit aantal verviervoudigd. Op 1 november 2020 was er een piekmoment van 9,02 Tbit/s en slechts vijf maanden later op 7 april 2021 werd er opnieuw een recordpiek gemeten van 10,012 Terabit per seconde.
| Jaar | Gegevensdoorvoer (piek) |
| ---- | ----------------------- |
| 2002 | 12 Gbit/s               |
| 2003 | 21 Gbit/s               |
| 2004 | 48 Gbit/s               |
| 2005 | 120 Gbit/s              |
| 2006 | 207 Gbit/s              |
| 2007 | 320 Gbit/s              |
| 2008 | 440 Gbit/s              |
| 2009 | 610 Gbit/s              |
| 2010 | 1 Tbit/s                |
| 2011 | 1,45 Tbit/s             |
| 2012 | 2 Tbit/s                |
| 2013 | 3 Tbit/s                |
| 2015 | 4 Tbit/s                |
| 2016 | 5 Tbit/s                |
| 2019 | 6,3 Tbit/s              |
| 2019 | 7,02 Tbit/s             |
| 2020 | 8 Tbit/s                |
| 2020 | 9,02 Tbit/s             |
| 2021 | 10,01 Tbit/s            |
| 2022 | 11,15 Tbit/s            |
| 2024 | 12,07 Tbit/s            |

## Canon van Amsterdam
- Amsterdam Internet Exchange (AMS-IX) is venster nummer 50 van de Canon van Amsterdam.